# Santa Rosa (distrito de El Collao)
Santa Rosa é um distrito do Peru, departamento de Puno, localizada na província de El Collao.

## Transporte
O distrito de Santa Rosa é servido pela seguinte rodovia:
- PU-132, que liga partes do sul do distrito
- PU-133, que liga partes do sul do distrito
- PE-38A, que liga o distrito à cidade de Puno (Região de Puno)
- PE-36A, que liga o distrito de Moquegua (Região de Moquegua) à Ponte Desaguadero (Fronteira Bolívia-Peru) - e a rodovia boliviana Ruta 1 - no distrito de Desaguadero (Região de Puno)
- PE-38, que liga o distrito à cidade de Tacna (Região de Tacna) [1][2][3]